# The King of Fighters: Another Day
The King of Fighters: Another Day (ザ・キング・オブ・ファイターズ アナザーデイ?, Za Kingu Obu Faitāzu Anazādei) è una serie anime basata sulla popolare serie di videogiochi The King of Fighters. La serie è stata prodotta dalla Production I.G, e ruota intorno alla trama del videogioco The King of Fighters: Maximum Impact, a cui sono stati aggiunti alcuni elementi della storia del personaggio di Ash Crimson, non comparso in quel particolare episodio della serie di videogiochi.
L'anime è stato distribuito nella forma di una serie ONA di quattro episodi di circa sei minuti l'uno. È stato successivamente pubblicato in DVD, allegato all'edizione giapponese del videogioco KOF: Maximum Impact 2, in lingua giapponese ed in lingua inglese.

## Doppiaggio
| Personaggio    | Doppiatore         |
| -------------- | ------------------ |
| Soiree Meira   | Kouji Haramaki     |
| Kyo Kusanagi   | Masahiro Nonaka    |
| Iori Yagami    | Kunihiko Yasui     |
| Alba Meira     | Hiroyuki Satou     |
| Mai Shiranui   | Akoya Sogi         |
| Rock Howard    | Eiji Takemoto      |
| Lien Neville   | Fumiko Inoue       |
| Athena Asamiya | Haruna Ikezawa     |
| Luise Meyrink  | Hiroko Tsuji       |
| Maxima         | Katsuyuki Konishi  |
| Ralf Jones     | Monster Maezuka    |
| Terry Bogard   | Satoshi Hashimoto  |
| Billy Kane     | Seijirou           |
| Ash Crimson    | Sonosuke Nagashiro |
| Clark Still    | Yoshinori Shima    |
| K'             | Yuuki Matsuda      |

## Episodi
| Nº | Giapponese 「Kanji」 - Rōmaji | In onda         | In onda |
| Nº | Giapponese 「Kanji」 - Rōmaji | Giapponese      |         |
| 1  | 「All Out」                   | 2 dicembre 2005 |         |
| 2  | 「Accede」                    | 6 gennaio 2006  |         |
| 3  | 「In the Dark」               | 3 febbraio 2006 |         |
| 4  | 「All Over」                  | 3 marzo 2006    |         |